# Vanda limbata
Vanda limbata är en orkidéart som beskrevs av Carl Ludwig von Blume. Vanda limbata ingår i släktet Vanda och familjen orkidéer. Inga underarter finns listade i Catalogue of Life.